# 365 giorni
365 giorni (365 dni) è un film del 2020 diretto da Barbara Białowąs e Tomasz Mandes.
La pellicola è l'adattamento cinematografico dell'omonimo romanzo scritto da Blanka Lipińska.
Dopo una breve permanenza nelle sale cinematografiche, interrotta a causa della pandemia di COVID-19, il film è stato distribuito su Netflix a partire da giugno 2020, diventando inaspettatamente un successo di visualizzazioni in numerosissimi paesi, e generando numerose polemiche per i suoi contenuti sessisti che inciterebbero alla violenza sulle donne. È stato unanimemente stroncato dalla critica, e ha ottenuto sei nomination ai Razzie Awards 2020 vincendo quello per la peggior sceneggiatura.

## Trama
Dopo un incontro tra la famiglia mafiosa siciliana dei Torricelli e gli spacciatori del mercato nero, Massimo Torricelli vede una bellissima ragazza su una spiaggia. Qualche attimo dopo suo padre, capo della famiglia mafiosa, viene ucciso a colpi di arma da fuoco e anche Massimo viene ferito.
Cinque anni dopo Massimo è diventato il leader comandante dei Torricelli. A Varsavia Laura Biel è infelice nella sua relazione con il fidanzato Martin, con cui non riesce ad avere rapporti sessuali. La donna decide di festeggiare il suo ventinovesimo compleanno in Sicilia con gli amici, ma dopo che Martin la mette in imbarazzo s'imbatte in Massimo, che la rapisce.
Massimo rivela che lei era la bellissima ragazza della spiaggia di cinque anni prima e che dopo che l'avevano ferito riusciva a pensare solo a lei. Dopo averla cercata per anni, intende tenerla prigioniera per 365 giorni, al termine dei quali, se lei non si sarà innamorata, verrà liberata. Quando lei cerca di fuggire, lui minaccia la sua famiglia, le mostra le fotografie dell'infedeltà di Martin e le dice che una lettera di addio è stata consegnata a Martin per suo conto. La rassicura che non la toccherà senza il suo consenso. Senza possibilità di fuga, Laura cede.
Mentre passano del tempo insieme, lei lo provoca indossando lingerie erotiche e abiti sexy. Tuttavia, lentamente, fa sì che lui cominci ad aprirsi parlando della sua vita personale. In un albergo di Roma lei lo prende di nuovo in giro e lui la ammanetta al letto per costringerla a guardarlo mentre riceve sesso orale da una prostituta. Massimo accarezza il corpo di Laura senza fare altro e lei sembra cedere, ma poi lui le ordina di vestirsi per andare in discoteca. Lei si mette in mostra davanti agli uomini per farlo ingelosire. Quando Laura comincia a flirtare con un uomo della famiglia mafiosa rivale, l'uomo la palpeggia contro la sua volontà; Massimo e gli altri estraggono le armi mentre Laura viene portata fuori dal locale.
Lei si sveglia su uno yacht e inizia a discutere con Mario e Massimo. Durante la notte, Massimo ha sparato all'uomo che aveva palpeggiato Laura, scatenando una guerra di mafia tra le due famiglie. Mario insiste che Massimo deve liberarsi di Laura, ma lui si rifiuta. Il giorno successivo mentre sono su uno yacht, Laura cerca di scusarsi, ma Massimo la incolpa per l'incidente e, mentre litigano, lei cade in acqua. Lui ammette di aver avuto paura che non ce la facesse e poi iniziano a fare sesso. Massimo porta Laura a un ballo e dopo una danza sensuale e un bacio fra i due, vengono interrotti dalla ex di Massimo, Anna. Lei minaccia Massimo di uccidere Laura e portargli via la cosa che ama di più, come lui aveva fatto con lei.
Subito dopo Massimo permette a Laura di andare a Varsavia a trovare la sua famiglia, dicendole che la ama e che la raggiungerà dopo aver concluso degli affari. A Varsavia, Laura aspetta Massimo per giorni senza saper più nulla di lui; intanto si ricongiunge con Olga, la sua migliore amica, cambiando acconciatura, facendosi un caschetto biondo e andando a ballare in discoteca. Lì incontra Martin, che per scusarsi le dice di averla cercata e cerca di spiegarle le fotografie. Lui tenta di convincerla a tornare da lui e la segue nel suo appartamento, dove Massimo la attende inaspettato. Laura dà uno schiaffo a Massimo e lui la sbatte alla finestra e poi fanno sesso. Lei gli apre la camicia per vedere le sue ferite e gli dice di non aver bisogno di 365 giorni essendo già innamorata di lui. La mattina seguente, Massimo le chiede di sposarlo e lei accetta. Le chiede di tenere segreto il suo "lavoro" ai suoi genitori per non turbarli. Mario informa Massimo delle crescenti tensioni tra le famiglie di lui e quelle della rivale. Organizzando intanto il matrimonio, Massimo permette a Olga di essere la damigella d'onore di Laura e quando Olga va a trovarla, Laura le rivela di essere incinta e di non aver detto ancora nulla a Massimo. Nel frattempo, Mario riceve una telefonata da un informatore, che sostiene che la famiglia mafiosa rivale sta per uccidere Laura. Quest'ultima e Olga sono a bordo di un'auto in direzione aeroporto e Laura è al telefono con Massimo, per chiedergli se la sera avrebbero potuto parlare in privato. L'auto entra in una galleria e il segnale della rete telefonica diminuisce, quindi Massimo chiude la chiamata. Mario intanto, che aveva cercato invano di chiamare al telefono il capo, si precipita a cercarlo per informarlo dell'imminente tragedia. Nel mentre un'auto della polizia si avvicina all'ingresso della galleria dove era entrata l'auto con Laura a bordo, lasciando intendere che sia morta. Massimo crolla distrutto dopo aver capito quello che è successo.

## Produzione
Il film è stato girato in Polonia, tra Varsavia, Cracovia e Niepołomice, e in Italia, tra le città di Sanremo, Ostuni, Carovigno, Salice Salentino, Polignano a Mare, Roma, Siracusa, Catania, con piccole scene girate presso Napoli e Porto Rotondo in Sardegna.

## Colonna sonora

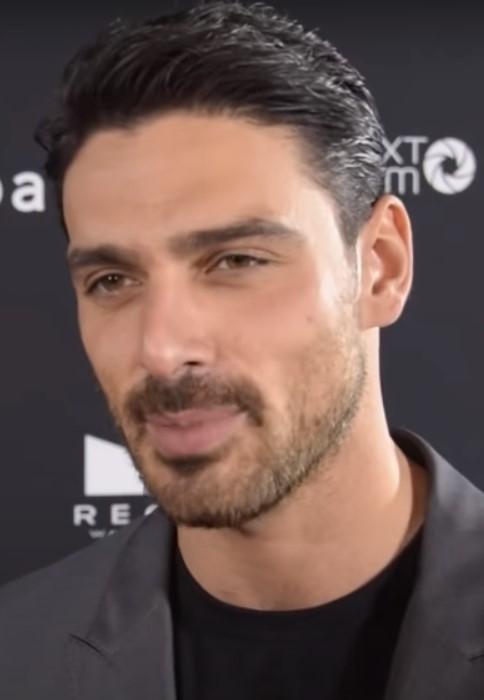
Michele Morrone ha interpretato diverse canzoni della colonna sonora

Il protagonista Michele Morrone ha interpretato diverse canzoni della colonna sonora, fra cui Feel It, Watch Me Burn, Dark Room, e Hard for Me. Le canzoni I See Red, Give Em Hell e Wicked Ways sono state realizzate da Everybody Loves an Outlaw, duo country composto da Bonnie e Taylor Sims. I See Red ha raggiunto il primo posto nella Viral 50 chart di Spotify negli Stati Uniti, mentre Hard for Me la top 5.

## Distribuzione
365 giorni è stato distribuito nelle sale cinematografiche polacche a partire dal 7 febbraio 2020. È stato in seguito proiettato anche nel Regno Unito il 14 febbraio 2020 in un numero limitato di sale, ma la distribuzione è stata interrotta a causa della pandemia di COVID-19, così nel giugno 2020 è iniziata la distribuzione su Netflix.

## Accoglienza

### Incassi
365 giorni ha ottenuto un incasso pari a 8964409 $ in Polonia e 494181 $ in Gran Bretagna, per un incasso mondiale di 9458590 $.
Su Netflix il film ha avuto un successo inaspettato, in termini di visualizzazioni, risultando fra i film più visti in numerosissimi paesi fra cui Germania, Arabia Saudita, Lituania, Svizzera, Paesi Bassi, Belgio, Turchia, Svezia, Austria, Repubblica Ceca, Slovacchia, Grecia, Romania, Sud Africa, Portogallo, Pakistan, India, Italia, Gran Bretagna, Mauritius, Canada, Israele, Nuova Zelanda, Malaysia e Stati Uniti.

### Critica
Il film è stato accolto negativamente dalla maggior parte della critica cinematografica. L'aggregatore di recensioni Rotten Tomatoes riporta una percentuale di gradimento dello 0% con un voto medio di 1,90 su 10, basandosi su 16 recensioni. La pellicola si trova anche nella lista dei 100 film con più recensioni negative del sito cinematografico IMDb. Il film è stato inoltre al centro di polemiche per i suoi contenuti sessisti che inciterebbero alla violenza sulle donne. La cantante britannica Duffy ha definito, in una lettera aperta a Netflix, il film come «pericoloso», in quanto «valorizza la realtà brutale dello sfruttamento sessuale, del rapimento e dello stupro».
La pellicola ha ricevuto inoltre sei nomination ai Razzie Awards 2020, divenendo il secondo film in lingua straniera nella storia a vincere un premio dopo Pinocchio di Roberto Benigni. È stato candidato come peggior film, peggior regista, peggior attore protagonista, peggior attrice protagonista, peggior prequel, remake, rip-off o sequel, peggior sceneggiatura vincendo quest'ultimo Razzie.

## Sequel
Nel 2022 stati prodotti due sequel, tratti dai restanti libri della trilogia, intitolati 365 giorni - Adesso e Altri 365 giorni. Inizialmente rimandati a causa della pandemia di COVID-19, son stati distribuiti direttamente su Netflix senza passaggi nelle sale cinematografiche.